# 페드로 브롬프만
페드로 브롬프만(브라질 포르투갈어: Pedro Bromfman, 1976년 1월 20일 ~ )는 브라질 출신의 작곡가이다.
1997년에 버클리 음악 대학을 수석으로 졸업한 뒤 UCLA 영화 음악 프로그램을 수료했다.
넷플릭스 드라마 나르코스, 2014년 영화 로보캅 등으로 잘 알려져있다.

## OST 담당 영화, 비디오 게임
| 연도 | 제목                 | 감독        | 비고        |
| ---- | -------------------- | ----------- | ----------- |
| 2007 | 엘리트 스쿼드        | 조제 파질랴 |             |
| 2012 | 맥스 페인 3          |             | 비디오 게임 |
| 2014 | 로보캅 (2014년 영화) | 조제 파질랴 |             |
| 2015 | 나르코스             | 조제 파질랴 | TV 드라마   |
| 2019 | 니드 포 스피드: 히트 |             | 비디오 게임 |
| 2021 | 파 크라이 6          |             | 비디오 게임 |